# Содружество (островные территории США)
Островные территории США — субнациональные административные единицы, находящиеся под надзором федерального правительства Соединенных Штатов. Различные территории США отличаются от штатов США и индейских племен тем, что они не являются суверенными образованиями. Напротив, у каждого штата есть суверенитет, отдельный от суверенитета федерального правительства, и каждое признанное на федеральном уровне племя коренных американцев обладает ограниченным племенным суверенитетом как «зависимая суверенная нация». Территории классифицируются по инкорпорации и наличию «организованного» правительства через Органический акт, принятый Конгрессом на территории США, находятся под властью США и суверенитета и, следовательно, могут рассматриваться как часть Соединенных Штатов надлежащих в некоторых отношениях, а не другие. Неинкорпорированные территории, в частности, не считаются неотъемлемой частью Соединенных Штатов, и Конституция Соединенных Штатов применяется только частично на этих территориях.
В настоящее время США управляют тремя территориями в Карибском море и одиннадцатью в Тихом океане. Пять территорий(Американское Самоа, Гуам, Северные Марианские острова, Пуэрто-Рико и Виргинские острова США) являются постоянно заселенными неинкорпорированными территориями; остальные девять — это небольшие острова, атоллы и рифы, на которых нет местного (или постоянного) населения. Из девяти только одна классифицируется как объединенная территория (атолл Пальмира). США требуют две дополнительные территории (Банк Бахо Нуэво и Банк Серранилья), но они находятся под управлением Колумбии. Исторически сложилось так, что территории создавались для управления вновь приобретенными землями, и большинство из них в итоге приобрело статус штата. Другие страны, такие как Филиппины, Федеративные Штаты Микронезии, Маршалловы острова и Палау, позже стали независимыми.
Многие организованные объединенные территории Соединенных Штатов существовали с 1789 по 1959 год. Первыми были Северо-западные и Юго-западные территории, а последними — территории Аляски и Гавайев. Тридцать одна территория (или часть территорий) стала штатами. В процессе этого некоторые менее густонаселённые территории остались сиротами после референдума о государственности. Когда часть территории Миссури стала штатом Миссури, остальная часть территории (современные штаты Айова, Небраска, Южная Дакота и Северная Дакота, большая часть Канзаса, Вайоминга и Монтаны, а также части Колорадо и Миннесоты) стала неорганизованной территорией.
Политически и экономически территории развиты слабо. Жители территорий США не могут голосовать на президентских выборах в США и имеют только представительство без права голоса в Конгрессе США. Территориальная телекоммуникационная и другая инфраструктура обычно уступает континентальной части США и Гавайям, а скорость интернета на некоторых территориях оказалась ниже, чем в наименее развитых странах Восточной Европы. Уровень бедности на территориях выше, чем в штатах.

## Правовой статус территорий
В главе федерального закона США об иммиграции и гражданстве термин «Соединенные Штаты» (используемый в географическом смысле) определяется, если не указано иное, как «континентальные Соединенные Штаты, Аляска, Гавайи, Пуэрто-Рико, Гуам, Виргинские острова Соединенных Штатов и Содружество Северных Марианских островов». В указе 2007 года об управлении окружающей средой, энергетикой и транспортом Американское Самоа определено как часть США «в географическом смысле». Организованные территории — это земли, находящиеся под федеральным суверенитетом (но не являющиеся частью какого-либо штата), которым Конгресс предоставил определенную степень самоуправления через органический акт, подпадающий под компетенцию Конгресса в соответствии с территориальным положением статьи 4 статьи 3 Конституции. [29]

Соединенные Штаты с 1868 по 1876 год, включая девять организованных и две неорганизованные территории.

## Постоянно заселённые земли
В США пять постоянно населенных территорий: Пуэрто-Рико и Американские Виргинские острова в Карибском море, Гуам и Северные Марианские острова в северной части Тихого океана и Американское Самоа в южной части Тихого океана. Американское Самоа находится в Южном полушарии, а четыре других — в Северном полушарии. Около 3,56 миллиона человек на этих территориях являются гражданами США и имеют гражданство при рождении. Гражданство США предоставляется на четырех из пяти территорий (предоставленных Конгрессом). Гражданство при рождении не предоставляется в Американском Самоа — на этих территориях проживает около 32 000 неграждан США. Согласно законодательству США, «только лица, рожденные в Американском Самоа и на острове Суэйнс, не являются гражданами США». Поскольку они являются частью США, жители Американского Самоа находятся под защитой США и могут путешествовать в остальную часть США без визы. Однако, чтобы стать гражданами США, жители Американского Самоа должны стать натурализованными гражданами, как и иностранцы. В отличие от других четырех населенных территорий, Конгресс не принял никаких законов, предоставляющих гражданство Американского Самоа по праву рождения. В 2019 году федеральный суд постановил, что жители Американского Самоа являются гражданами США, но судья отложил вынесение решения, и судебный процесс продолжается.
Каждая территория является самоуправляемой и имеет три ветви власти, включая губернатора, избираемого на местном уровне и законодательный орган территории. Каждая территория избирает члена без права голоса (постоянного уполномоченного без права голоса в случае Пуэрто-Рико) в Палату представителей США. Они «обладают теми же полномочиями, что и другие члены Палаты, за исключением того, что они не могут голосовать [в зале], когда Палата заседает в качестве Палаты представителей»; они обсуждают и назначают офисы, штатное финансирование и номинируют избирателей со своей территории в армию, военно-морской флот и корпус морской пехоты, академии ВВС и торгового флота. Они могут голосовать в назначенных ими комитетах Палаты представителей по всем законам, представленным в Палату, они включены в их партийный подсчет для каждого комитета и они равны сенаторам в комитетах конференции. В зависимости от Конгресса они также могут голосовать в Комитете полного состава Палаты представителей.
На 117-м Конгрессе (3 января 2021 г. — 3 января 2023 г.) территории представлены Аумуа Амата Радваген (R) из Американского Самоа, Майклом Сан Николасом (D) из Гуама, Грегорио Сабланом (I) из Северных Марианских островов, Дженниффер Гонсалес- Колон (R-PNP) из Пуэрто-Рико и Стейси Пласкетт (D) из Виргинских островов США. Представитель округа Колумбия — Элеонора Холмс Нортон (D); как и округ, территории не имеют права голоса в Конгрессе и не имеют представительства в Сенате. Кроме того, у нации чероки есть избранный делегат Кимберли Тихи, которая не была усажена Конгрессом.
Каждые четыре года политические партии США выдвигают кандидатов в президенты на съездах, в которые входят делегаты с островных территорий. Американские граждане, проживающие на этих территориях, не могут участвовать в общих президентских выборах. Неграждане в Американском Самоа так же не могут голосовать на выборах.
Столицы территорий — Паго-Паго (Американское Самоа), Хагатна (Гуам), Сайпан (Северные Марианские острова), Сан-Хуан (Пуэрто-Рико) и Шарлотта Амалия (Виргинские острова США). Их губернаторами являются Леману Пелети Мауга (Американское Самоа), Лу Леон Герреро (Гуам), Ральф Торрес (Северные Марианские острова), Педро Пьерлуизи (Пуэрто-Рико) и Альберта Брайана (Виргинские острова США).
Среди населенных территорий дополнительный доход по страхованию (SSI) доступен только на Северных Марианских островах; однако в 2019 году суд США постановил, что отказ федерального правительства в льготах SSI жителям Пуэрто-Рико является неконституционным.
Американское Самоа — единственная территория США с собственной иммиграционной системой (системой, отдельной от иммиграционной системы Соединенных Штатов). Американское Самоа также имеет общинную земельную систему, в которой девяносто процентов земли находится в коллективной собственности; право собственности основано на самоанском происхождении.
В апреле 2023 года демократы вновь внесли в Палату представителей Закон о статусе Пуэрто-Рико, который направлен на урегулирование его территориального статуса и отношений с Соединенными Штатами посредством обязательного плебисцита на федеральном уровне..